# Walid Azaro
Walid Azaro (arabisch وليد أزارو; geb. 11. Juni 1995 in Aït Melloul) ist ein marokkanischer Fußballspieler.

## Karriere

### Klub
Zur Saison 2015/16 schloss er sich Difaâ d’El Jadida an. Dort spielte er für zwei Spielzeiten und wurde anschließend vom ägyptischen Klub Al Ahly für 1,4 Mio. € gekauft. Dort wurde er mit der Mannschaft dann gleich in der ersten Saison Meister der Liga und gewann zuvor noch den Superpokal. Mit 18 Toren wurde er in dieser Saison Torschützenkönig. In der Folgesaison kam noch eine weitere Meisterschaft hinzu sowie in der Spielzeit 2019/20 der Gewinn der Champions League.
Im Januar 2020 wurde er bis zum Ende der Saison an al-Ettifaq nach Saudi-Arabien verliehen. Nach dem Ende der Leihe wechselte er im Oktober des Jahres fest zu dem Klub. Seit Januar 2022 steht er beim Ajman Club in den Vereinigten Arabischen Emiraten unter Vertrag.

### Nationalmannschaft
Seinen ersten bekannten Einsatz für die marokkanische Nationalmannschaft hatte er am 24. März 2017 bei einem 2:0-Freundschaftsspielsieg über Burkina Faso, wo er in der 89. Minute für Fayçal Fajr eingewechselt wurde. Nach weiteren Freundschafts- und Qualifikationsspielen in den nächsten Jahren war sein erstes Turnier der FIFA-Arabien-Pokal 2021, wo seine Mannschaft es bis ins Viertelfinale schaffte.